# Баји ле Фран
Баји ле Фран (фр. Bailly-le-Franc) насеље је и општина у североисточној Француској у региону Шампања-Ардени, у департману Об која припада префектури Бар сир Об.
По подацима из 2011. године у општини је живело 31 становника, а густина насељености је износила 5,17 становника/km². Општина се простире на површини од 6 km². Налази се на средњој надморској висини од 125 метара.

## Демографија
| 1962. | 1968. | 1975. | 1982. | 1990. | 1999. | 2011. |
| ----- | ----- | ----- | ----- | ----- | ----- | ----- |
| 60    | 65    | 44    | 39    | 32    | 35    | 31    |

График промене броја становника у току последњих година